# Tour de Nankin
Le Tour de Nankin est une course cycliste sur route par étapes organisée en 2013 en Chine. Il n'a connu qu'une seule édition, remportée par le Tchèque Alois Kaňkovský.

## Classement final
Alois Kaňkovský remporte la course en parcourant les 122 kilomètres en 2 h 35 min 25 s à la vitesse moyenne de 47,099 km/h.
| Classement final, | Classement final,      | Classement final, | Classement final, | Classement final,  |
|                   | Coureur                | Pays              | Équipe            | Temps              |
| ----------------- | ---------------------- | ----------------- | ----------------- | ------------------ |
| 1er               | Alois Kaňkovský        | Tchéquie          | ASC Dukla Praha   | en 2 h 35 min 25 s |
| 2e                | Yuriy Metlushenko      | Ukraine           |                   | m.t                |
| 3e                | Jiří Hochmann          | Tchéquie          |                   | m.t                |
| 4e                | Jesse Kerrison         | Australie         |                   | m.t                |
| 5e                | Mark Sehested Pedersen | Danemark          |                   | m.t                |
| 6e                | Ahmet Örken            | Turquie           |                   | m.t                |
| 7e                | Boris Shpilevsky       | Russie            |                   | m.t                |
| 8e                | Federico Butto         | Italie            |                   | m.t                |
| 9e                | Altanzul Altansukh     | Mongolie          |                   | m.t                |
| 10e               | Justin Jules           | France            |                   | m.t                |
| modifier          |                        |                   |                   |                    |